# Uduba volana
Uduba volana is een spinnensoort uit de familie Udubidae. De soort komt voor in Madagaskar.